# Żlebina

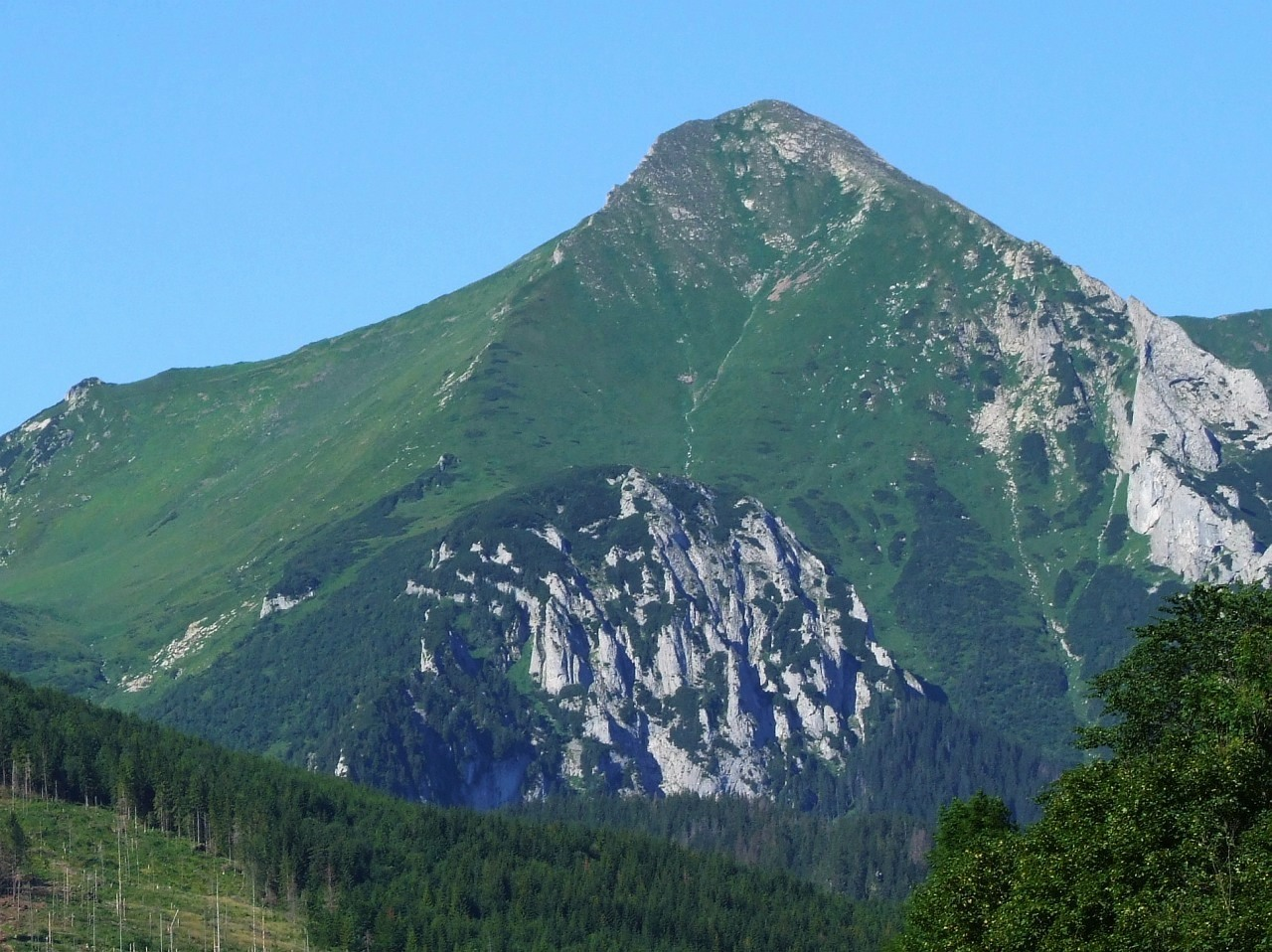
Płaczliwa Skała i Głośna Skała, po jej prawej stronie jest Żlebina

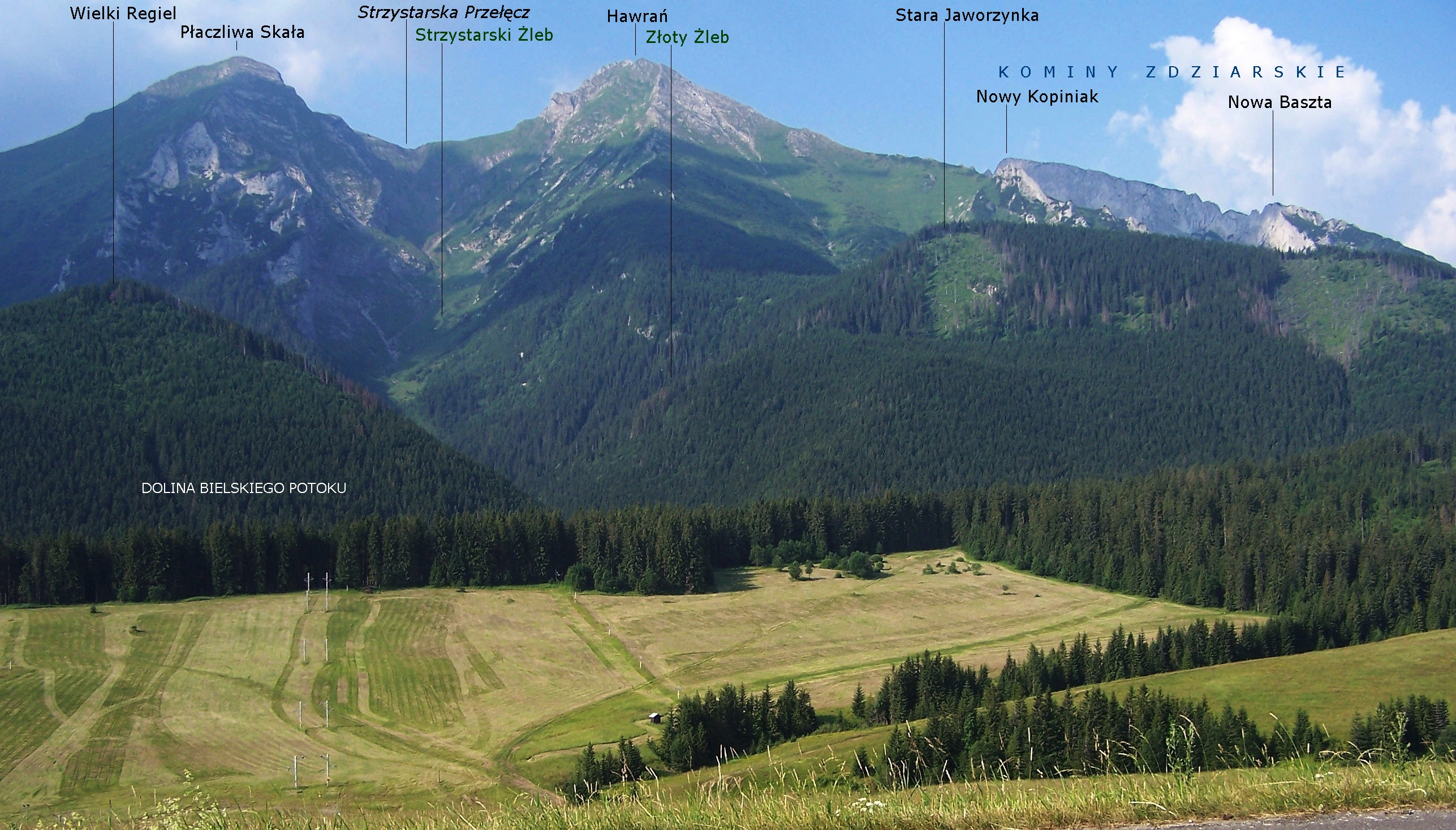
Żlebina pomiędzy Wielkim Reglem a Płaczliwą Skałą

Żlebina (słow. Žlebina, Žľabina, niem. Schluchtiges Tal) – żlebowata dolinka będąca prawym odgałęzieniem Doliny Bielskiego Potoku w Tatrach Bielskich na Słowacji. Uchodzi do niej na wysokości około 1080 m. W istocie jest to potężne żlebisko opadające spod szczytu Płaczliwej Skały na Polanę pod Żlebiną. Jego deniwelacja wynosi około 1000 m. Orograficznie prawe zbocza Żlebiny tworzy północno-wschodnia grań Płaczliwej Skały opadająca poprzez Głośną Skałę i Żlebińskie Turnie po Żlebińską Przełęcz. Lewe ograniczenie tworzy grań północna z Kościółkami, oddzielająca Żlebinę od Strzystarskiego Żlebu. Dnem dolinki spływa Żlebiński Potok uchodzący do Strzystarskiego Potoku. Jego koryto zazwyczaj jest suche.
Żlebina była dawniej wypasana. Mieszkańcy Zdziaru wypasali tu jeszcze do 1958 roku. Pozostałością dawnego pasterstwa jest zarastająca Polana pod Żlebiną (Zielony Ogród) u zachodniego podnóża Żlebińskich Turni. Poniżej polanki, na wysokości 1195 m znajduje się służbowy domek TANAP-u zwany chatą Žlabina. Dolna część Żlebiny to porośnięty lasem wąwóz o stromych zboczach Kościółków i Żlebińskich Turni. Od wysokości około 1350 m do 1640 m wschodnie zbocza Żlebiny tworzy pionowa ściana Głośnej Skały, u jej podnóża koryto Żlebiny jest usypiste. Po zachodniej stronie koryta Żlebiny rośnie mieszanina kosodrzewiny i trawników. Ograniczenie Żlebiny po tej stronie tworzy pionowa ściana Kościółków o wysokości około 60 m. Najwyższa, jednostajnie nachylona część Żlebiny jest trawiasta i sięga aż do szczytowej grani Płaczliwej Skały.
Przez Żlebinę nie prowadzi żaden szlak turystyczny, nie ma też jej dnem żadnej ścieżki. Jedynie jej najwyższą część przecina stary szlak turystyczny (obecnie zamknięty). Cały rejon Żlebiny to obszar ochrony ścisłej TANAP-u.